# Cannabis en Costa Rica
El consumo de cannabis en Costa Rica nominalmente es ilegal; aun así, el consumo personal no está penalizado, sin embargo el cultivo tanto en pequeña como en gran escala está castigado con penas que van de los 8 a los 15 años de prisión según la Ley de Psicotrópicos. La venta de marihuana sí es ilegal.Sin embargo, recientemente se ha implementado un marco legal que regula el cultivo y la producción de variedades de cañamo y de marihuana altas en CBD y bajo permisos del Ministerio de Salud y del MAG. La producción y distribución de marihuana alta en THC sigue siendo ilegal y penada.

## Interpretación
Las leyes en Costa Rica son imprecisas en el tema de la legalidad de marihuana. Según The Costa Rican News, la Ley de los Narcóticos 8204 establece que es ilegal vender o producir marihuana en una escala grande. Es también ilegal llevar marihuana en cantidades más que una dosis pequeña. Aquello dijo, la ley no especifica cuánta marihuana cualifica como dosis pequeña, o si  es legal de cultivar la planta para uso personal. Muchos han interpretado este vaguedad en la ley para significar que el consumo personal en dosificaciones pequeñas es legal en áreas privadas.
La Fuerza Pública no tiene un protocolo concreto para tratar con usuarios de cannabis, sin embargo en caso de posesión de "dosificaciones pequeñas" (informalmente considerados un poco entre 1-8 gramos) la confiscarán. En el caso de una cantidad más grande, pueden proceder con un arresto formal.
A partir de 2019, el uso de cannabis en Costa Rica es todavía considerado un tabú, empero Costa Rica es uno de los países en la región que generalmente acepta su consumo.
En marzo de 2019, se ha propuesto un proyecto de ley para legalizar y regular el cannabis medicinal y aceites esenciales de cannabis en Costa Rica; el dicho proyecto está preparado para ser revisado por la Asamblea Legislativa de Costa Rica.
El 17 de agosto de 2022, el presidente Rodrigo Chaves Robles hizo el discurso en conmemoración de sus primeros 100 días al mando del gobierno costarricense. Uno de los puntos inesperados que expresó el presidente fue la legalización del uso recreativo de la marihuana:
“Ya tenemos listo el reglamento de cáñamo industrial y para uso medicinal, pronto lo firmaremos, pero también quiero que sepan que vamos a impulsar un proyecto de ley para la legalización de la marihuana para uso recreativo”